# Spione im Tierreich
Spione im Tierreich (Originaltitel: Spy in the Wild) ist eine BBC-Dokumentarfilmreihe über die komplexen Gefühle von Tieren, die unter anderem durch mit Kameras ausgestatteten, lebensnah gestalteten Tierrobotern, sogenannten Animatronics, aufgezeichnet wurden. Insgesamt kamen über 30 lebensecht animierte, ferngesteuerte Roboter zum Einsatz, darunter auch zahlreiche Jungtiere. Die jeweiligen Animatronics können – je nach Lebensraum – laufen, kriechen, schwimmen, tauchen oder fliegen. Außerdem wurden durch Kameras die in Eier, Steine und Früchte eingesetzt sind, Selbstaufnahmen möglich.
In der Serie kamen insgesamt über 50 detailgerecht konstruierte Tierroboter mit Kameraauge zum Einsatz, denen vorab Bewegungs- und Verhaltensmuster ihrer tierischen Vorbilder einprogrammiert worden waren. Auf diese Weise werden noch nie gefilmte Einblicke in das Sozialverhalten und das Familienleben diverser Tierarten ermöglicht.

## Besonderheiten
Durch realistisch gestaltete Tierroboter werden nie zuvor gefilmte Einblicke in das Verhalten und die Lebensweisen vieler verschiedener Spezies möglich. Zusätzlich zu bereits bewährten Modellen, wurden über 30 verschiedene Animatronics eigens für diese Serie neu im Labor konzipiert und mit Mini-Kameras ausgestattet. Die Robotertiere sind so konzipiert, dass sie Aussehen, Duft und Verhalten, sowie arttypische Laute der jeweiligen Tierart imitieren. Oftmals werden sie sogar von ihren vermeintlichen Artgenossen imitiert (oder von ihren Feinden angegriffen). Im Fall der Animatronik-Speikobra, lässt sich z. B. das Abwehrverhalten ihrer potenziellen Beutetiere aus der Perspektive des Angreifers mit verfolgen.
Ergänzend zu den Animatronics setzen die Tierfilmer künstliche Nüsse und Früchte ein, um das Interesse vermeintlicher Artgenossen zu wecken, um Nah- und Eigenaufnahmen (Selfies) zu erhalten trägt z. B. die Grauhörnchen-Attrappe eine mit Kameraauge ausgestattete Walnuss bei sich. Die so herbeigeführte Interaktion ließe sich auf andere Weise nicht dokumentieren. Das künstliche Ei im Straußennest zeichnet dagegen aus der Perspektive der Küken auf, wie die Mutter mögliche Räuber vom Nest weglockt.

## Eingesetzte Animatronics
Einige Animatrinocs können Schwimmen und Tauchen (Schildkröte, Biber), andere bewegen sich an Land fort (Krabbe, Polarwolf) oder sind flugfähig (Flughund, Seeadler). Oftmals kamen Jungtierimitationen zum Einsatz, da diese auf Artgenossen vertrauenserweckender wirken, insbesondere, wenn sie mit der arttypischen Mimik und Gestik ausgestattet sind (z. B. Gorillababy).
Folgende Spezies werden, als Tierroboter mit Kamera, eingesetzt:
Säugetiere
- Afrikanischer Wildhund
- Biber
- Buschbaby
- Elefant
- Erdmännchen
- Faultier
- Gorilla
- Grauhörnchen
- Hanuman-Langur
- Jaguar
- Orang-Utan
- Otter
- Polarwolf
- Präriehund
- Robben
- Roter Flughund
- Seeelefant

Vögel
Bei Vogel-Animatrionics wird nicht nur das Aussehen, sondern auch die Rufe imitiert, um die in der Umgebung anwesenden Tiere zu täuschen.
- Adeliepinguin
- Kuhreiher
- Möwe
- Pelikan
- Schneeeule
- Seeadler
- Strauß
- Papagei (Ara)
- Pelikan

Reptilien
- Oliv-Bastardschildkröte
- Komodowaran
- Krokodil
- Speikobra

Fische
- Rochen

Gliederfüßer
- Weihnachtsinsel-Krabbe

## Folgen und Streaming-Anbieter
Die 9-teilige Serie wurde von BBC Natural History Unit, John Downer Productions und PBS produziert. Die Erstausstrahlung der 1. Staffel, mit 5 Folgen, erfolgte vom 12. Januar bis zum 3. Februar 2017 auf dem Sender BBC One – mit Kommentar von David Tennant. Die vier Folgen der 2. Staffel wurden erstmals zwischen dem 22. Januar und dem 19. Februar 2020 gesendet.
Am 1. Januar 2018 startete eine mehrteilige Kompilation der BBC-Filmreihe bei Terra X im ZDF. In der deutschen Version ist Frank Glaubrecht als Kommentator zu hören.
Die Folgen der Deutschen ZDF-Fassung decken sich nur teilweise mit den im Streaming verfügbaren BBC-Folgen. Die Folgen der ersten Staffel sind bei mehreren Anbietern aufrufbar: amazon prime, Google Play und BBC iPlayer, wo sie jedoch zum Teil andere Bezeichnungen tragen.
Staffel 1
1. Große Gefühle (Love)[7]
2. Schlaue Köpfe (Intelligence)[8]
3. Freundschaft (Friendship)
4. Unfug (Mischief)
5. Animatronics im Einsatz (Meet The Spies)[2]

Staffel 2
1. Smarte Strategen[9]

1. Familienbande[10]

1. Überlebenskünstler[11]